# Antipater l'Iduméen
Pour les articles homonymes, voir Antipater.
Antipater « l'Iduméen » est un gouverneur, puis procurateur de Judée au Ier siècle av. J.-C.. Il est le père du roi Hérode le Grand qui devient roi de Judée en 37 av. J.-C. Antipater meurt en 43 av. J.-C.

## Éléments biographiques
Son père Antipas était stratège (gouverneur) d’Idumée sous le roi Alexandre Jannée. Cette importante famille s'est convertie au judaïsme sous Jean Hyrcan. Il épouse Cypros, une riche princesse nabatéenne dont la famille a des liens avec tous les roitelets d'Arabie. Ils ont quatre fils: Phasaël, Hérode, Joseph, Phéroas, et une fille, Salomé. 
Après la mort de Salomé Alexandra en 67 av. J.-C., une guerre civile éclate entre ses deux fils Hyrcan II et Aristobule II, partisans l'un des Pharisiens, l'autre des Sadducéens. Hyrcan ajoute à sa fonction de grand-prêtre, la couronne de roi, mais son pouvoir est violemment contesté par son jeune frère Aristobule. Celui-ci, à qui Alexandra avait confié son armée, écrase les partisans de son frère près de Jéricho, puis prend possession de Jérusalem. Hyrcan, assiégé dans le Temple avec ses partisans, hésite à se servir de la famille d'Aristobule qu'il retient en otage. Les deux frères se rencontrent dans le Temple et passent une alliance : à Aristobule revient la royauté et à Hyrcan la charge de grand prêtre. Pour renforcer leur alliance, Alexandra, la fille d’Hyrcan épouse Jonathan Alexandre II, le fils d'Aristobule. Il paraît alors renoncer au trône ainsi qu'à la dignité de grand prêtre en faveur de son frère cadet.

### Conseiller d'HyrcanII
En 66 av. J.-C., la guerre civile juive semble terminée, lorsque intervient l'ambitieux Antipater. Il a succédé à son père comme gouverneur d’Idumée et « il possède des troupes qui lui sont aussi fidèles qu'elles sont efficaces ». Il a probablement choisi de soutenir Hyrcan à cause des faiblesses de son caractère. Il en devient le principal conseiller. Sous l’influence d’Antipater, Hyrcan décide de revenir sur son accord avec Aristobule et d’exiger le pouvoir. Hyrcan et Antipater s’enfuient à Pétra auprès d'Arétas III, roi des Nabatéens. Ils lui promettent de lui rendre plusieurs villes qu'Alexandre Jannée lui avait prises quelques décennies auparavant en échange de son appui contre Aristobule.
Arétas III entre en guerre contre Aristobule et détruit une partie de son armée. Celui-ci se réfugie à Jérusalem et se retrouve assiégé dans le Temple. Arétas et son armée, avec Hyrcan et Antipater, assiègent Aristobule dans Jérusalem pendant la Pâque -64. « Le peuple et les Pharisiens soutiennent Hyrcan qui fait figure de souverain légitime en raison de son droit d'aînesse, mais la puissante caste des Sadducéens reste majoritairement fidèle à Aristobule ». Au cours du siège, Flavius Josèphe raconte la mort de Honi haMe'aguel, un sage qui savait faire tomber la pluie grâce à ses prières. Il est exécuté par les partisans d'Hyrcan, pour avoir refusé de maudire Aristobule. Le Talmud raconte une autre version. Puni par Dieu, pour avoir fait une réflexion sur l'inutilité de planter des caroubiers puisque l'arbre met 70 ans à pousser, il aurait été plongé dans un sommeil de 70 ans. Toutefois, lorsqu'il s'est réveillé, 70 ans plus tard, personne ne l'a reconnu.

### L'intervention de Pompée
Le siège cesse lorsque le général romain Pompée, en campagne militaire en Orient, envoie Aemilius Scaurus à Damas. Aristobule et Hyrcan lui envoient immédiatement des ambassadeurs. « Le choix de Scaurus se porte sur le client le plus solvable : Aristobule maître du Temple et du trésor sacré ». De plus, réfugié dans le Temple qui est une véritable forteresse, il est plus difficile à vaincre qu'Hyrcan et ses alliés nabatéens, ce qui devrait permettre d'éviter un siège long et difficile. La seule menace du Romain oblige Arétas et Antipater à se retirer immédiatement de Jérusalem. Entre-temps, Pompée vainqueur de Tigrane II d'Arménie, arrive lui-même dans la région, Aristobule prend dans le Temple une extraordinaire pièce d’orfèvrerie : une vigne en or massif qui ne vaut pas moins de 500 talents et l'envoie en cadeau à l'imperator.
Antipater se rend toutefois auprès de Pompée et parvient à le convaincre de fournir un arbitrage entre Hyrcan et Aristobule. « Pompée convoque alors les deux frères et les somme de s'expliquer ». Il fait secrètement le choix d'Hyrcan, plus faible à ses yeux, mais ne dit rien et fait avancer ses troupes en prétextant une expédition contre les Nabatéens. Alors que son armée longe le Jourdain, il convoque Aristobule et lui ordonne de lui livrer immédiatement toutes les places fortes de Judée, ce qu'Aristobule s'empresse de faire. Parvenu à Jéricho, il fait prisonnier Aristobule et le contraint à écrire une lettre à ses officiers et aux prêtres de Jérusalem, dans laquelle il ordonne de livrer la ville aux Romains. Mais les partisans d'Aristobule, refusent d'obéir tant que celui-ci est l'otage de Pompée et se barricadent dans le Temple.
Pompée assiège Jérusalem, mais les hommes de Jean Hyrcan II ouvrent les portes de la ville aux Romains. L'assaut final se conclut en carnage contre les partisans d'Aristobule (63 av. J.-C.). Vers la fin de l'automne -63, après trois mois de siège, Pompée investit le Temple. L'imperator pénètre même dans le Temple et constate éberlué que le saint des saints, où seul le Grand-prêtre a le droit d'entrer une fois par an, est complètement vide. Il fait lui-même l'inventaire du trésor sacré estimé à 2000 talents, mais s'abstient d'y toucher. « Le lendemain, il remet officiellement le titre de Grand-prêtre à Hyrcan II, en même temps que la garde du trésor » et ordonne pour le lendemain la purification du sanctuaire et la reprise des rites. Les Psaumes de Salomon, 2 et 8, font écho de manière cryptée à ces événements.

### La Judée sous protectorat romain
La Judée est désormais « assujettie à Rome : Hyrcan n'a plus le droit d'user du titre royal ; il s'engage à payer aux Romains un tribut annuel au nom des Juifs ». « C'est la fin de l'indépendance juive gagnée un siècle plus tôt sur les Séleucides ». Le royaume hasmonéen a vécu et est démembré. Les villes hellénistiques qui avaient été conquises par les souverains hasmonéens, depuis Jonathan jusqu’à Alexandre Jannée, telles que Jaffa, Beth Shéan, Gaza, Joppé, la Tour de Straton, ainsi que Pella, Gérasa et Dion en Décapole, sont rendues à leurs anciens habitants et intégrées à la province romaine de Syrie. La Judée ne devient pas une province romaine, mais « elle n'est dans les faits qu'un protectorat romain ». Le gouvernement réel revient à Antipater. Hyrcan II conserve le pontificat et le pouvoir du parti pharisien se trouve renforcé. Pompée rentre à Rome emmenant en captivité avec lui Aristobule et ses fils. Arétas III conserve son trône en payant 300 Talents à Scaurus, qui est bientôt remplacé au poste de gouverneur de Syrie par Philippus (59-58 av. J.-C.), Marcellinus (58-57 av. J.-C.) puis Gabinius (57-55 av. J.-C.).

### Riposte d'Aristobule et de ses partisans
En 58 av. J.-C., Jonathan Alexandre II, un fils d’Aristobule II, s’enfuit de Rome et rejoint la Judée. Il réunit des hommes et se proclame roi. Hyrcan est obligé de fuir Jérusalem et de se tourner vers Gabinius pour recevoir son aide. Gabinius réprime la révolte, fait prisonnier Alexandre et fait rentrer Hyrcan à Jérusalem. De toutes ses fonctions, il ne reste plus à Hyrcan que la charge de grand prêtre.
Antipater et Hyrcan II demeurent fidèles à Rome, en dépit de l'abaissement de l’État judéen et des mesures vexatoires imposées par la nouvelle puissance conquérante. En 54 av. J.-C., le proconsul Crassus passe par la Judée en allant mener une campagne contre les Parthes. Les Romains continuent à poursuivre les partisans d’Aristobule et détruisent la ville de Taricheae sur les bords du lac de Tibériade (identifiée par la suite, par certains,  à Magdala). La population trouve une occasion de réagir lorsque Crassus essuie un revers auprès de Parthes. La mort de Crassus en 53 av. J.-C. provoque une révolte juive suscitée par un partisan d'Aristobule II, cette révolte est matée par le proconsul Cassius Longinus.
L'arrivée au pouvoir de Jules César à Rome donne une dernière occasion à Aristobule II et à ses partisans. La maison d’Hyrcan était jusqu’à présent protégée par les partisans de Pompée qui étaient engagés dans une guerre civile avec la puissance montante de César. Aristobule reçoit le commandement de deux légions en Syrie, mais il est empoisonné par des hommes de Pompée. Son fils, Alexandre, est égorgé à Antioche sur ordre de Pompée.
Après la défaite de Pompée à Pharsale, Hyrcan et son conseiller Antipater manifestent leur soutien à César et encouragent les Juifs d’Égypte à s’associer aux soldats de César, engagé dans la guerre d'Alexandrie contre Ptolémée XIII. César confirme Hyrcan dans la grande prêtrise, le nomme ethnarque des Juifs et nomme Antipater administrateur de la Judée. Jaffa est réintégrée dans les limites du royaume. Jules César permet à Hyrcan de reconstruire les murailles de Jérusalem rasées par Pompée.

### Les fils d'Antipater
En 47 av. J.-C., Antipater nomme son fils aîné Phasaël stratège de Jérusalem et son fils cadet, le futur Hérode le Grand stratège de Galilée. L'exécution d'un haut personnage appelé Ezéchias, chef des insurgés galiléens, sert de prétexte à l'élite sacerdotale pour contester l'action d'Hérode. Hyrcan, pour jouer son jeu personnel ou parce qu'il est contraint de sauver les apparences, convoque Hérode pour qu'il vienne s'expliquer. Hérode est contraint de se justifier devant le Sanhédrin. Appuyé par le gouverneur de Syrie Sextus César et à la suite d'une intervention ambiguë du leader pharisien Saméas (Shemayah ou Shammaï ?), Hérode est acquitté. Sextus César le nomme alors stratège de Cœlé-Syrie et de Samarie (46 av. J.-C.).
Après le meurtre de César le 15 mars 44 av. J.-C., Antipater et son fils Hérode se rallient au gouverneur de Syrie, Caecilius Bassus, ex-partisan de Pompée. Celui-ci s'empresse de demander un tribut de 700 talents qu'Antipater répartit entre les notables du royaume. Hérode s'acquitte de son tribut de 100 talents. Comme Malichus, chargé par Antipater de la région de Gophna, Emmaüs, Lydda et Thamna, tarde à verser le tribut, Cassius commence à marcher sur ce district, mais Antipater le prévient par un versement de 100 talents. Cette « politique de pots-de-vin permet à Antipater et à ses fils d'être confirmés dans leurs fonctions ».

### Postérité
Antipater meurt empoisonné par Malichus qui rêvait de prendre sa place (43 av. J.-C.). Hérode, appuyé par Cassius qui l'a nommé intendant de Syrie, venge son père en faisant assassiner Malichus près de Tyr (43 av. J.-C.).
En 42 av. J.-C., le départ de Cassius de Syrie entraîne des troubles en Judée. Antigonos, fils d'Aristobule, essaie en vain d'entrer en scène, tandis que le tyran de Tyr, Marion, s'empare d’une partie de la Galilée. Après la victoire d'Antoine et d'Octave à Philippes (42 av. J.-C.), plusieurs délégations juives viennent se plaindre auprès d’Antoine des fils d’Antipater, Phasaël et Hérode. Hérode prend les devants et part à la rencontre d'Antoine et lui remet une importante somme d'argent pour éviter d'avoir à se justifier. Antoine est ravi : le prix payé par Hérode dépasse ses attentes. Phasaél et Hérode sont non seulement confirmés dans leurs fonctions, mais promus « tétrarques », titre supérieur à celui de stratège (41 av. J.-C.). Hérode, à l'occasion de l'invasion Parthe de la Syrie-Palestine (40 av. J.-C.) et de l'affrontement entre Hyrcan II et Antigonos, un fils d'Aristobule, est nommé roi de Judée à l'unanimité du Sénat romain en décembre 40 av. J.-C.. À partir de 39 av. J.-C., il se lance dans une reconquête du pays jusqu'à la chute de Jérusalem (37 av. J.-C.). Par de nombreux cadeaux, Hérode parvient à persuader Marc Antoine d'exécuter son adversaire Antigone.

## Sources
- Christian-Georges Schwentzel, Hérode le Grand, Paris, Pygmalion, 2011 (ISBN 978-2-7564-0472-1, BNF 42449704).
- Michael Wise, Martin Abegg, Edward Cook, Les Manuscrits de la mer Morte, Paris, éd. Perrin, 2003,  (ISBN 2-262-02082-5)
- Simon Claude Mimouni, Le Judaïsme ancien du VIe siècle avant notre ère au IIIe siècle de notre ère, Paris, 2012, éd. PUF.
- Mireille Hadas-Lebel, Rome, la Judée et les Juifs, Paris, A. & J. Picard, 2009, 231 p. (ISBN 978-2-7084-0842-5, BNF 41484629)